# Stockholm Knockout Live: Chaos Ridden Years
Stockholm Knockout Live: Chaos Ridden Years è un album dal vivo del gruppo musicale finlandese Children of Bodom, pubblicato nel 2006 dalla Spinefarm Records.
L'album fu pubblicato in due versioni: una in formato CD intitolata Chaos Ridden Years e una in formato CD+DVD intitolata Stockholm Knockout Live: Chaos Ridden Years.

## Tracce

### CD & DVD
1. Intro
2. Living Dead Beat
3. Sixpounder
4. Silent Night, Bodom Night
5. Hate Me!
6. We're Not Gonna Fall
7. Angels Don't Kill
8. Deadbeats I
9. Bodom After Midnight / Bodom Beach Terror
10. Follow the Reaper
11. Needled 24/7
12. Clash of the Booze Brothers
13. In Your Face
14. Hate Crew Deathroll
15. Are You Dead Yet?
16. Latvala - Guitar Solo
17. Lake Bodom
18. Everytime I Die
19. Downfall
20. Outro
21. Behind the Scenes

### Contenuti esclusivi del DVD
- Chaos Ridden Years: The Children of Bodom Documentary
- Making of Stockholm Knockout Live
- Deleted Scenes
- Photo Gallery
- Promotional Videos